# 11786 Bakhchivandji
11786 Bakhchivandji (1977 QW) là một tiểu hành tinh vành đai chính được phát hiện ngày 19 tháng 8 năm 1977 bởi N. S. Chernykh ở Đài vật lý thiên văn Crimean.